# Stelling van Herbrand-Ribet
In de algebraïsche getaltheorie, een deelgebied van de wiskunde, is de stelling van Herbrand-Ribet een resultaat voor het klassegetal van bepaalde getallenlichamen. Het is een versterking van de stelling van Ernst Kummer in de zin dat het priemgetal {\displaystyle p} het klassegetal van het cyclotomisch veld van de {\displaystyle p}-e eenheidswortel dan en slechts dan deelt, als {\displaystyle p} de teller van het {\displaystyle n}-e Bernoulli-getal {\displaystyle B_{n}} deelt voor enige {\displaystyle n,\ 0<n<p-1}. De stelling van Herbrand-Ribet geeft in het bijzonder aan wat het betekent als {\displaystyle p} een deler is van zo'n {\displaystyle B_{n}}.
De galoisgroep {\displaystyle \Delta } van het cyclotomisch lichaam {\displaystyle \mathbb {Q} (\zeta )} van de {\displaystyle p}-e eenheidswortels voor een oneven priemgetal {\displaystyle p} met {\displaystyle \zeta ^{p}=1} bestaat uit de {\displaystyle p} groepselementen {\displaystyle \sigma _{a}}, waar {\displaystyle \sigma _{a}(\zeta )=\zeta ^{a}}.
Als een gevolg van de kleine stelling van Fermat zijn er in de ring van {\displaystyle p}-adische gehele getallen {\displaystyle \mathbb {Z} _{p}} {\displaystyle p-1} eenheidswortels, die elk modulo {\displaystyle p} congruent zijn aan een van de getallen 1 tot en met {\displaystyle p-1}. Wij kunnen daarom een Dirichlet-karakter {\displaystyle \omega } definiëren; (het Teichmüller-karakter) met waarden in {\displaystyle \mathbb {Z} _{p}} door te eisen dat voor {\displaystyle n} relatief priem met {\displaystyle p}, {\displaystyle \omega (n)} modulo {\displaystyle p} congruent is met {\displaystyle n}. Het {\displaystyle p}-e deel van de klassegroep is een {\displaystyle \mathbb {Z} _{p}}-module (aangezien het {\displaystyle p}-primair is), dus een module over de groepsring {\displaystyle \mathbb {Z} _{p}[\Delta ]}. We definiëren voor elke {\displaystyle n=1,\ldots p-1} idempotente elementen van de groepsring, als
{\displaystyle \varepsilon _{n}={\frac {1}{p-1}}\sum _{a=1}^{p-1}\omega (a)^{n}\sigma _{a}^{-1}}
Het is relatief eenvoudig in te zien dat {\displaystyle \sum \varepsilon _{n}=1} en {\displaystyle \varepsilon _{i}\epsilon _{j}=\delta _{ij}\varepsilon _{i}}, waarin {\displaystyle \delta _{ij}} de Kronecker-delta is. Dit stelt ons in staat de {\displaystyle p} gedeelten van de ideale klassegroep {\displaystyle G} van {\displaystyle \mathbb {Q} (\zeta )} op te breken door gebruik te maken van idempotente elementen; als {\displaystyle G} de ideale klasgroep is en :{\displaystyle G_{n}=\varepsilon _{n}(G)}, hebben wij {\displaystyle G=\oplus G_{n}}
De stelling van Herbrand-Ribet stelt dat {\displaystyle G_{n}} dan en slechts dan niet-triviaal is als {\displaystyle p} deler is van het Bernoulli-getal {\displaystyle B_{p-n}} Het deel dat zegt dat {\displaystyle p} deelt op {\displaystyle B_{p-n}} als {\displaystyle G_{n}} niet triviaal is, is te danken aan Jacques Herbrand. Het omgekeerde, dat als {\displaystyle p} deler is van {\displaystyle B_{p-n}}, dat dan {\displaystyle G_{n}} niet-triviaal is, is te danken aan Kenneth Ribet, en is aanzienlijk moeilijker.
Vanwege de klasseveldtheorie kan dit alleen maar waar zijn, als er een onvertakte uitbreiding van het veld  van {\displaystyle p}-e eenheidswortels bestaat door een cyclisch uitbreiding van de graad {\displaystyle p}, dat zich op de aangegeven wijze gedraagt onder de actie van Σ. Ribet bewijst dit door daadwerkelijk een dergelijke uitbreiding te construeren met behulp van methoden uit de theorie van de modulaire vormen. Een meer elementair bewijs van Ribets omkering van de stelling van Herbrand, een gevolg van de theorie van de Euler-systemen, kan worden gevonden in het boek van Washington
Ribets methoden werden verder ontwikkeld door Barry Mazur en Andrew Wiles, dit met het oog op het bewijs van het hoofdvermoeden van de Iwasawa-theorie, waarvan een corollarium een versterking van de stelling van Herbrand-Ribet betekent: de macht van de {\displaystyle p} die {\displaystyle B_{p-n}} deelt is precies gelijk aan de macht van {\displaystyle p} die de orde van {\displaystyle G_{n}} deelt.

## Voetnoten
1. ↑  (en)  Kenneth Ribet, Een modulaire opbouw van onvertakte p-uitbreidingen van {\displaystyle \mathbb {Q} } (μp, Inventiones Mathematicae, vol. 34, iss. 3, 1976, blz. 151-162
2. ↑  (en)  Washington, Lawrence C., Introduction to Cyclotomic Fields (Inleiding tot de cyclotomische velden), 2e ed, New York, Springer-Verlag, 1997, ISBN 0387947620
3. ↑  (en)  Barry Mazur, Andrew Wiles, Class Fields of Abelian Extension of {\displaystyle \mathbb {Q} }, Inventiones Mathematicae, vol. 76, iss 2, 1984, blz. 179-330